# Xenopirostris damii
Xenopirostris damii là một loài chim trong họ Vangidae.